# 1766.
◄ | 17. stoljeće | 18. stoljeće | 19. stoljeće | ►
◄ | 1730-ih | 1740-ih | 1750-ih | 1760-ih | 1770-ih | 1780-ih | 1790-ih | ►
◄◄ | ◄ | 1763. | 1764. | 1765. | 1766. | 1767. | 1768. | 1769. | ► | ►►
Arhitektura • Astronomija • Biologija • Glazba • Kazalište • Kemija • Kiparstvo • Knjige • Književnost • Kršćanstvo • Medicina • Politika • Pravo • Promet • Slikarstvo • Znanost

## Događaji
- u Bjelovaru osnovana gimnazija.

## Rođenja
- 2. studenog – Josef Radetzky, austrijski feldmaršal († 1858.)

## Vanjske poveznice
|  | Zajednički poslužitelj ima još gradiva o temi 1766. |